# 다롄시 (중화민국)
다롄시는 1947년 중화민국이 설립한 직할시 중 하나로, 대륙 시기 12개 직할시 중 하나이다. 다롄은 당시 중국 둥베이 지역에서 가장 큰 항구였다. 중화민국 정부는 다롄시에 대한 실질적인 관할권을 갖고 있지 않았으며, 관할 구역도 현재의 다롄시와 정확히 일치하지 않다.

## 역사
일본 제국 치하 당시 다롄시의 인구는 70여 만명으로, 그 중 중국인이 50만 명, 일본인과 한국인이 20만 명 이상이었다. 일제 강점기 동안 다롄은 기본적인 도시 구도와 산업 기반이 형성되었다.
1945년 8월 10일, 소련은 공식적으로 일본에 선전 포고를 했고, 붉은 군대가 만주국을 공격하여 얄타 협정에 따라 다롄을 포함한 둥베이 3성에 진입하여 점령했다. 8월 24일(일설에는 8월 22일) 소련군은 다롄을 점령하였다.
1945년 9월, 제2차 세계대전이 끝난 후 국민당 정부는 1905년 러시아 제국에 이어 일본이 점령했던 뤄다 지구를 명목상 회복하고 다롄 직할시로 이름을 바꾸었다. 사실 소련은 일본의 항복 후 3개월 이내에 소련군을 중국에서 완전히 철수하도록 규정한 중소 우호 동맹 조약을 위반했다. 일본 정부가 9월 2일 연합국에 항복 문서에 서명했으므로 1945년 12월 3일이 소련군의 중국 철수 시한이었지만 소련군은 다롄을 점령하고 1955년까지 군대를 철수하지 않고 다롄을 점령했다.